# Identitätskarte (Liechtenstein)

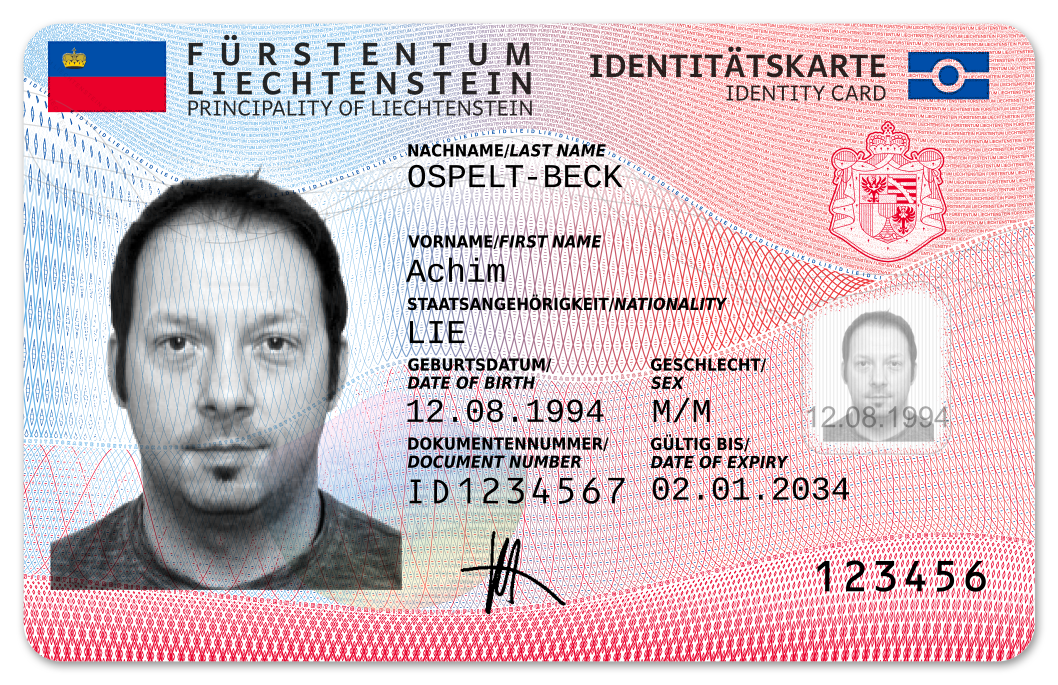
Vorderseite

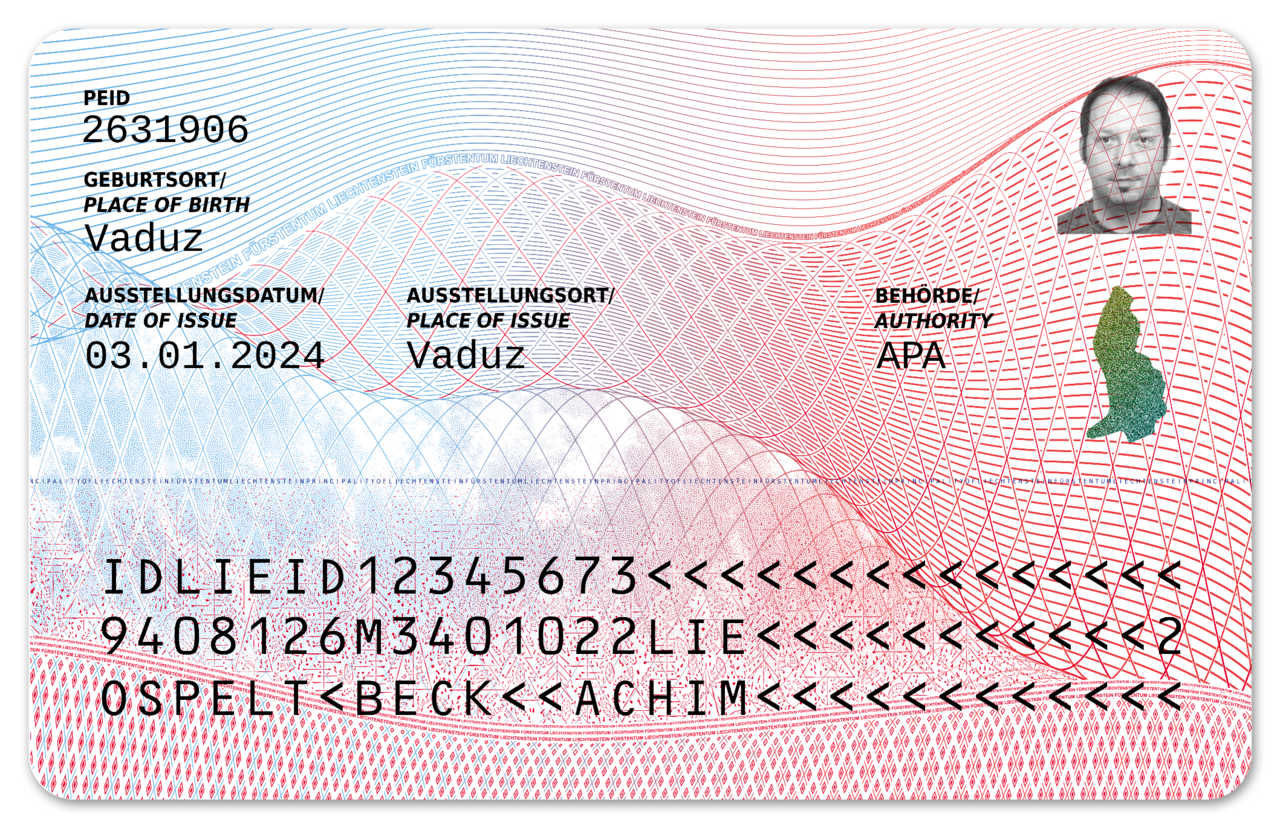
Rückseite

Der liechtensteinische Personalausweis wird liechtensteinischen Staatsbürgern durch das Ausländer- und Passamt in Vaduz (APA) ausgestellt. Die Karte kostet für Erwachsene ab 18 Jahren 65 CHF und ist 10 Jahre gültig. Für Kinder unter 18 Jahre kostet die Karte 30 CHF. Für Kinder unter 12 Jahre ist Personalausweis nur 5 Jahre gültig. Inhaber eines liechtensteinischen Personalausweises können die Nutzung von lisign beantragen, einem Dienst zur Erleichterung der Nutzung elektronischer Verifizierungen und Signaturen. Die Identitätskarte ist eine Plastikkarte im Kreditkartenformat ISO/IEC 7810 ID-1. Am 3. Januar 2024 begann Liechtenstein mit der Ausstellung neuer biometrischer Personalausweise, die den neuen EU-Standards entsprechen. Ältere Personalausweise bleiben bis zu ihrem Ablauf gültig.

## Reisedokument
Die Identitätskarte genügt für Reisen in ganz Europa (ausser Russland, Serbien, Ukraine, Weissrussland, und dem Vereinigten Königreich) und auch in Französischen Überseegebieten,  Georgien, Montserrat (bis max. 14 Tage) und der Türkei als Ausweis.

## Angaben auf der Identitätskarte
Die Überschriften sind in Deutsch und Englisch.

### Auf der Vorderseite
- Foto (Schwarzweiss)
- Nachname
- Vornamen
- Staatsangehörigkeit
- Geburtsdatum
- Geschlecht
- Gültigkeit
- Unterschrift
- Seriennummer

### Auf der Rückseite
- PEID
- Geburtsort
- Ausstellungsdatum
- Ausstellungsort
- Behörde
- Maschinenlesbare Zeilen